# Івано-Франківськгаз
АТ «Івано-Франківськгаз» — акціонерне товариство, яке займається транспортуванням та газопостачанням, а також виконує комплекс робіт з експлуатації систем газопостачання, проєктуванню, будівництву і ремонту газових мереж в Івано-Франківській області.

## Історія
Газифікація Івано-Франківщини розпочалася у 1950-ті роки. Будівництво газопроводів набрало широкого розмаху. Після Івано-Франківська (тодішнього — Станіслава), природний газ отримали мешканці Калуша. Створені перші газові контори: «Станіславгаз» (1955) та «Калушгаз» (1957).
У 1960-1970 роках газифікуються райцентри Коломия, Надвірна, Долина, Тисмениця, Снятин, Рогатин, Тлумач, Косів. У 1980-х газ отримали Галич, Рожнятів, Городенка, Богородчани. Наразі газифіковано 13 із 14 районних центрів області (Верховинський район, через складність і високу собівартість проведення газопроводу у гірській місцевості, не газифіковано досі).
У 1964 році на базі «Станіславгазу» створено трест промислової та побутової газифікації. У 1975 році, вийшовши зі складу обласного управління комунального господарства, він трансформувався у об'єднання «Івано-Франківськгаз» (підрозділ республіканського об'єднання «Укргаз», сьогодні — ДК «Газ України»).
У березні 1994 року «Івано-Франківськгаз» реорганізовано в акціонерне товариство. 1 грудня 2010 року відкрите акціонерне товариство «Івано-Франківськгаз» стало ПАТ. Станом на серпень 2023 року, «Івано-Франківськгаз» знову є АТ. 
До серпня 2023 року «Івано-Франківськгаз» належав ПрАТ «Газтек», фактичним власником підприємства був Дмитро Фірташ.
15 серпня 2023 року, згідно повідомлення пресслужби ТОВ «Газорозподільні мережі України», АТ «Івано-Франківськгаз» увійшло до складу ТОВ «Газорозподільні мережі України». 

## Структура
- Івано-Франківське управління з експлуатації газового господарства;
- Коломийське управління з експлуатації газового господарства;
- Долинське управління з експлуатації газового господарства;
- Калуське управління з експлуатації газового господарства;
- Косівське управління з експлуатації газового господарства;
- Надвірнянське управління з експлуатації газового господарства;
- Рогатинське управління з експлуатації газового господарства;
- Снятинське управління з експлуатації газового господарства;
- Тлумацьке управління з експлуатації газового господарства;
- Рожнятівське управління з експлуатації газового господарства;
- Галицьке управління з експлуатації газового господарства;
- Городенківське управління з експлуатації газового господарства;
- Богородчанське управління з експлуатації газового господарства;
- ССУ «Підгір'ягазбуд»;
- ДП «Міжгір'я»;
- ДП «Івано-Франківськ-Пропан»;
- Філія «Прикарпатенергосервіс».